# Wake Up Ladies: The Series
Wake Up Ladies: The Series (tiếng Thái: Wake Up ชะนี The Series; RTGS: Wake Up Chani The Series) là một bộ phim truyền hình Thái Lan phát sóng năm 2018 với sự tham gia của Niti Chaichitathorn (Pompam), Akhamsiri Suwanasuk (Jakjaan), Apissada Kreurkongka (Ice), Maneerat Kam-Uan (Ae) và Tipnaree Weerawatnodom (Namtan).
Bộ phim được sản xuất bởi GMMTV và Parbdee Taweesuk. Đây là một trong mười dự án phim truyền hình cho năm 2018 được GMMTV giới thiệu trong sự kiện "Series X" vào ngày 1 tháng 2 năm 2018. Bộ phim được phát sóng vào lúc 22:15 (ICT), thứ Bảy trên One 31 và phát lại vào 23:15 (ICT) cùng ngày trên LINE TV, bắt đầu từ ngày 17 tháng 3 năm 2018. Bộ phim kết thúc vào ngày 16 tháng 6 năm 2018 và được phát lại vào lúc 21:25 (ICT), thứ Hai và thứ Ba trên GMM 25, bắt đầu từ ngày 4 tháng 2 năm 2019 đến ngày 18 tháng 3 năm 2019.
Bộ phim được phát lại lần nữa vào lúc 23:00 (ICT), thứ Hai và thứ Ba trên GMM 25, bắt đầu từ ngày 13 tháng 7 năm 2020.

## Diễn viên
Dưới đây là dàn diễn viên của bộ phim:

### Diễn viên chính
- Niti Chaichitathorn (Pompam) vai Tiến sĩ Nat
- Akhamsiri Suwanasuk (Jakjaan) vai Jane
- Apissada Kreurkongka (Ice) vai Chloe
- Maneerat Kam-Uan (Ae) vai Aoey
- Tipnaree Weerawatnodom (Namtan) vai Tata

### Diễn viên phụ
- Nuttawut Jenmana (Max) vai Toon
- Apisit Opasaimlikit (Joey Boy) vai A
- Pongsatorn Jongwilas (Phuak) vai Lor
- Thanat Lowkhunsombat (Lee) vai Saifah
- Kanaphan Puitrakul (First) vai Ryu
- Benjamin Joseph Varney vai Boy
- Popetorn Soonthornyanakij (Two) vai Joe
- Surapol Poonpiriya (Alex) vai bố của Chloe
- Preya Wongrabeb (Mam) vai mẹ của Tata
- Thongpoom Siripipat (Big) vai Ton

### Khách mời
- Ployshompoo Supasap (Jan) vai New
- Jirakit Thawornwong (Mek) vai Pat (Tập 5 - 12)

## Nhạc phim
| Tên bài hát                                       | Thể hiện                                                | Ref.  |
| ------------------------------------------------- | ------------------------------------------------------- | ----- |
| บทเรียนของความเชื่อใจ (Bot Rean Kong Krom Chenh Jai) | Chalatit Tantiwut (Ben)                                 | [ 8 ] |
| คิดถึง..อีกแล้ว (Khit Thueng Ik Laeo)                 | Benjamin Joseph Varney ft. Niti Chaichitathorn (Pompam) | [ 9 ] |